# Campeonato de Francia de Ciclismo en Ruta

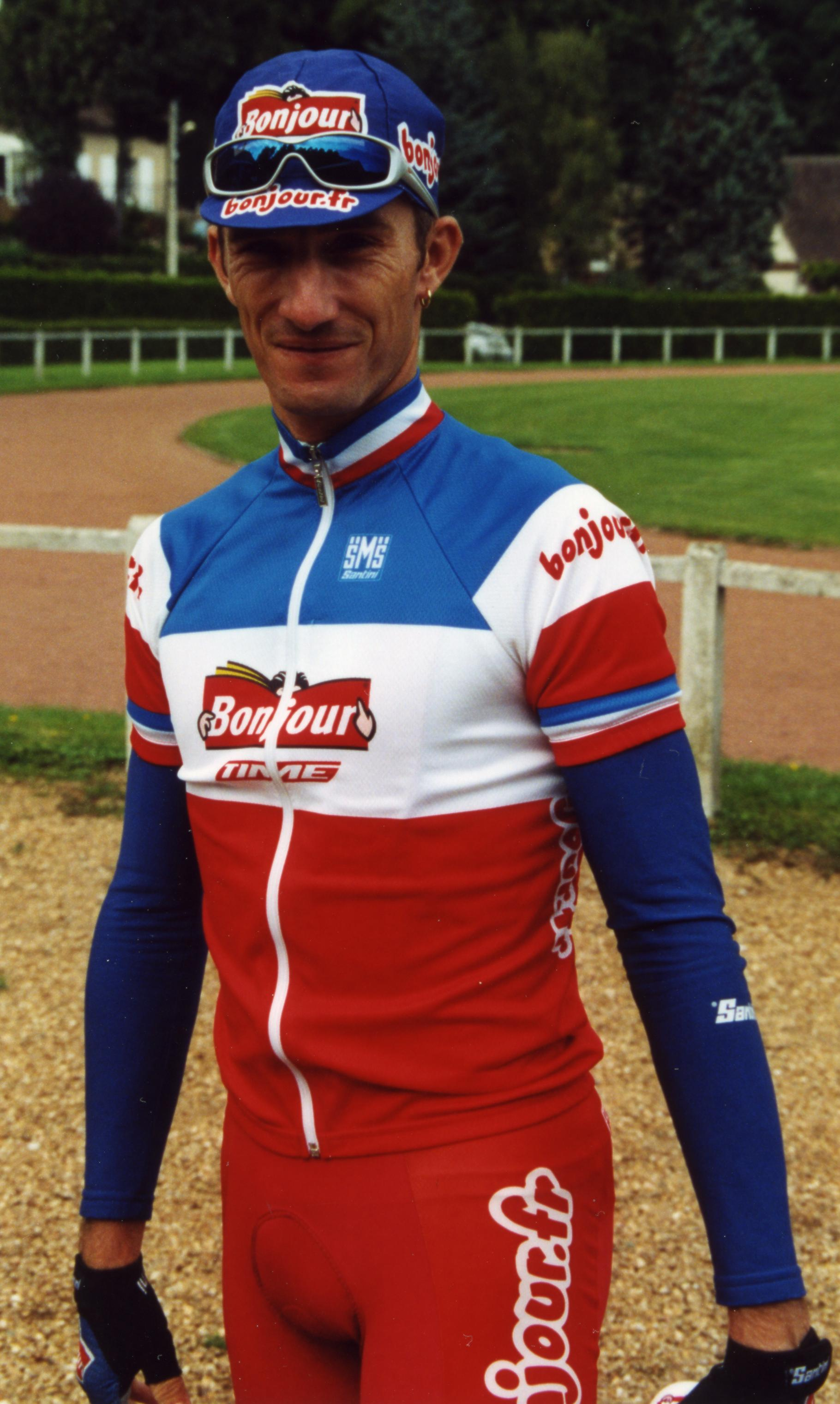
Didier Rous Campeón en 2001

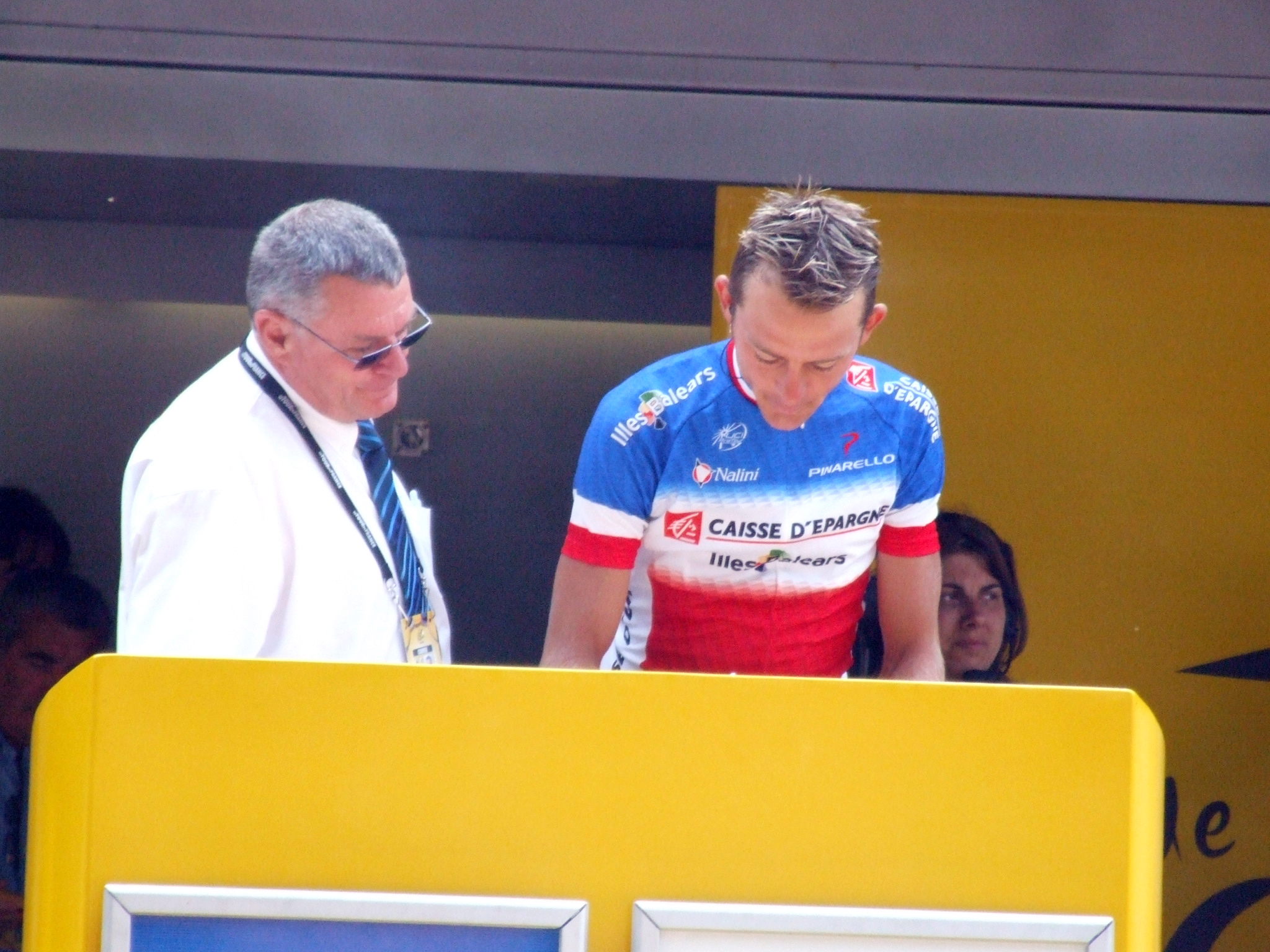
Florent Brard campeón de Francia en 2006.

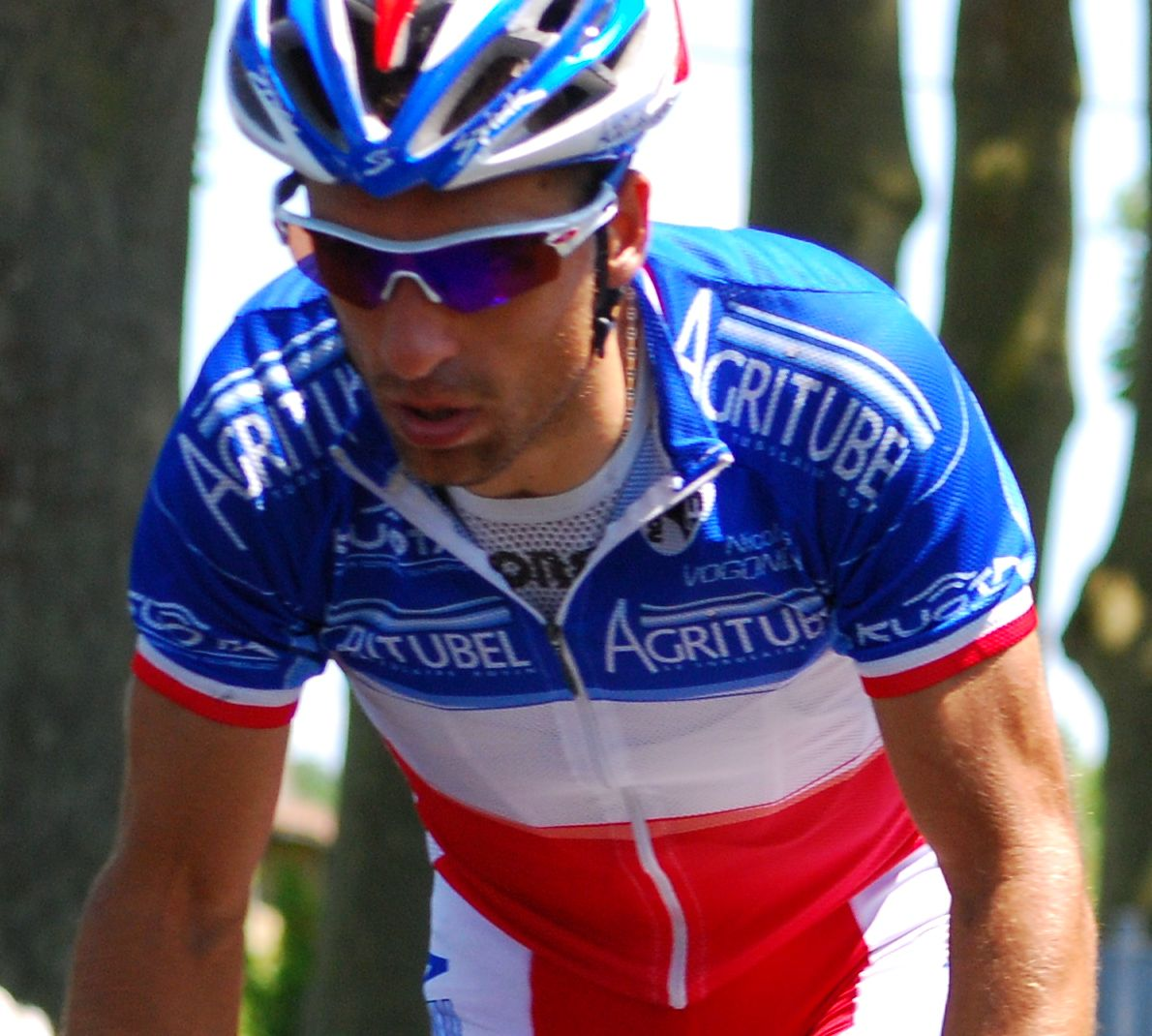
Nicolas Vogondy con el maillot de campeón de Francia.

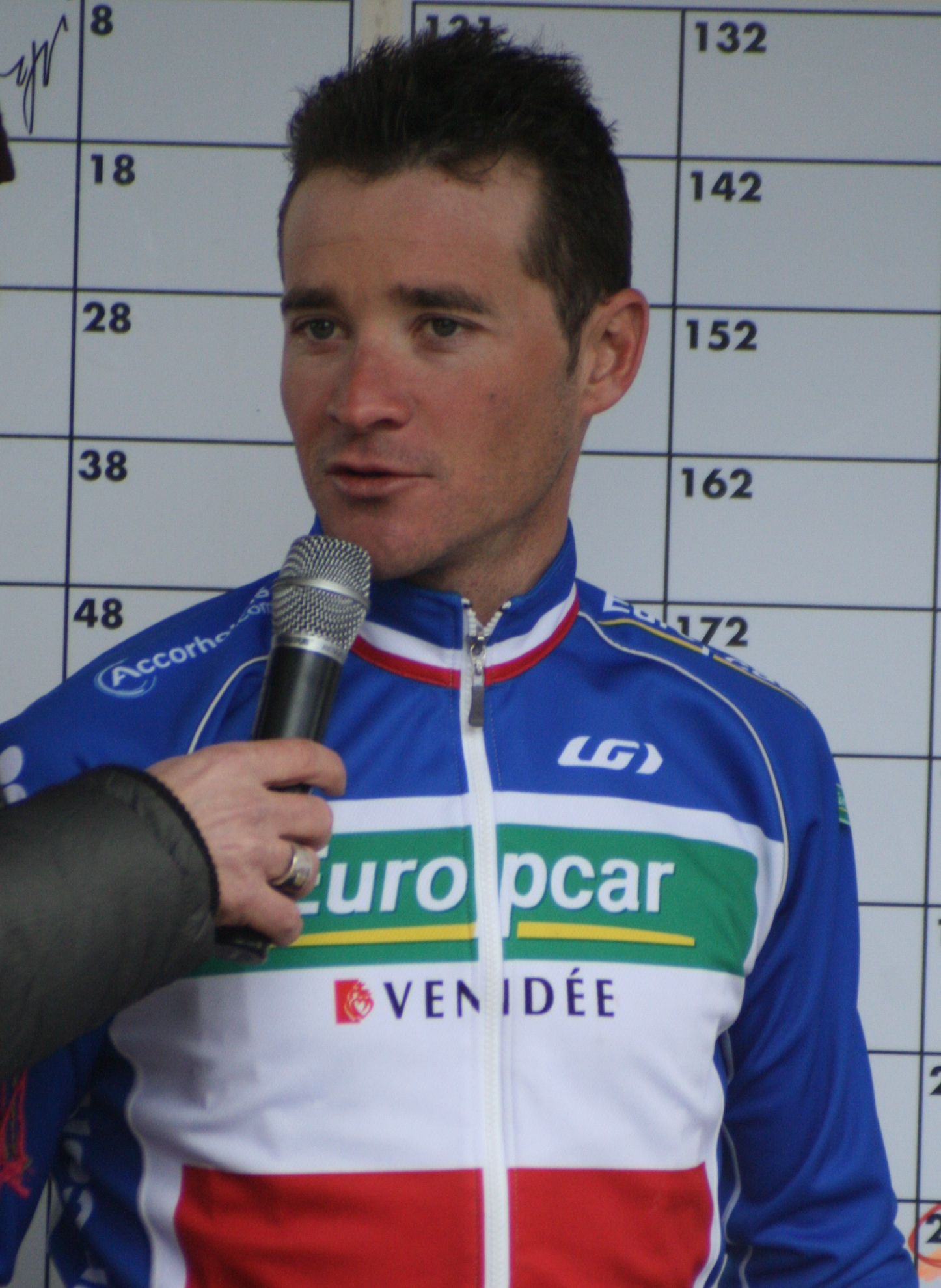
Thomas Voeckler, campeón en 2010.

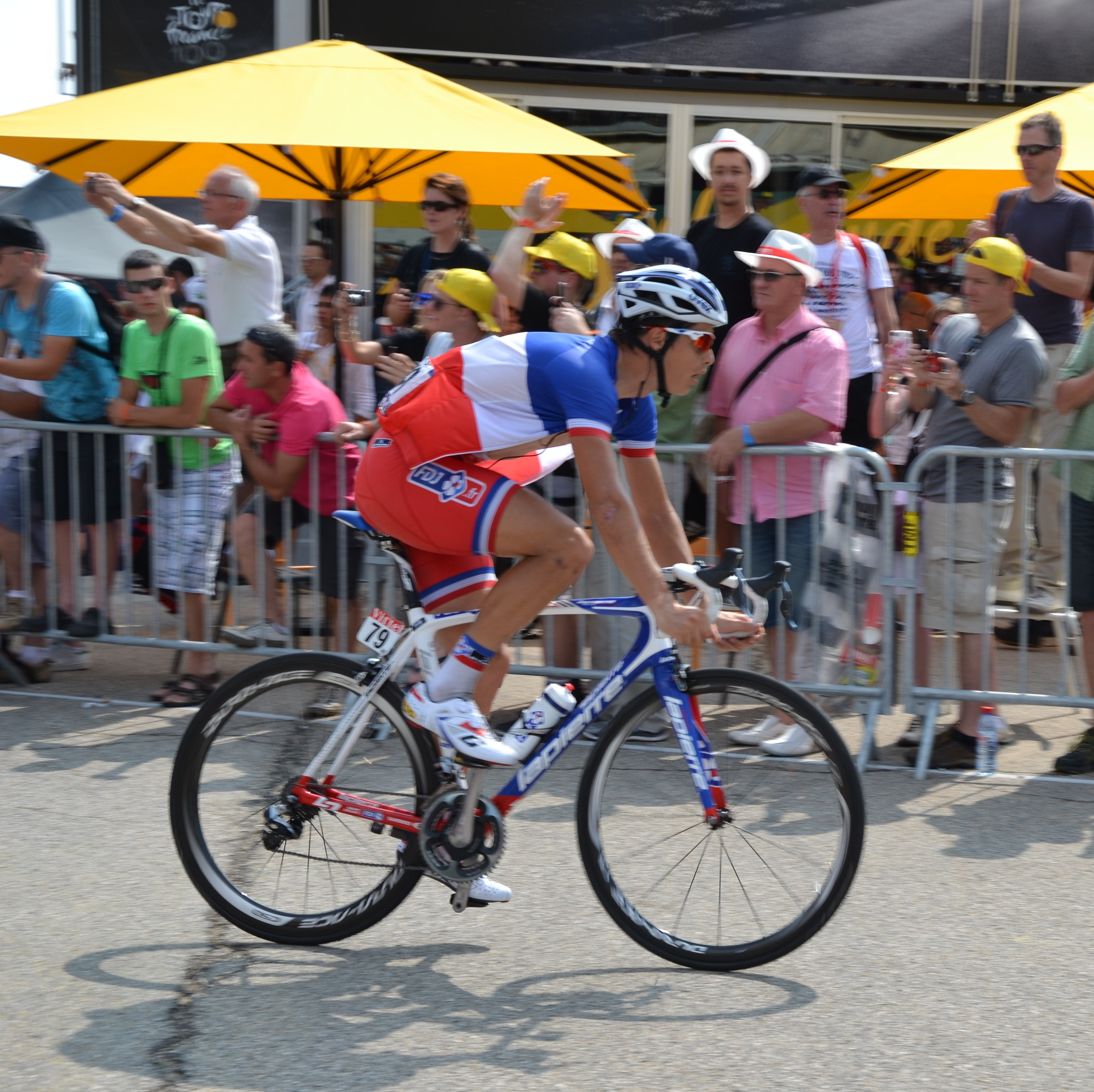
Arthur Vichot, campeón en 2013

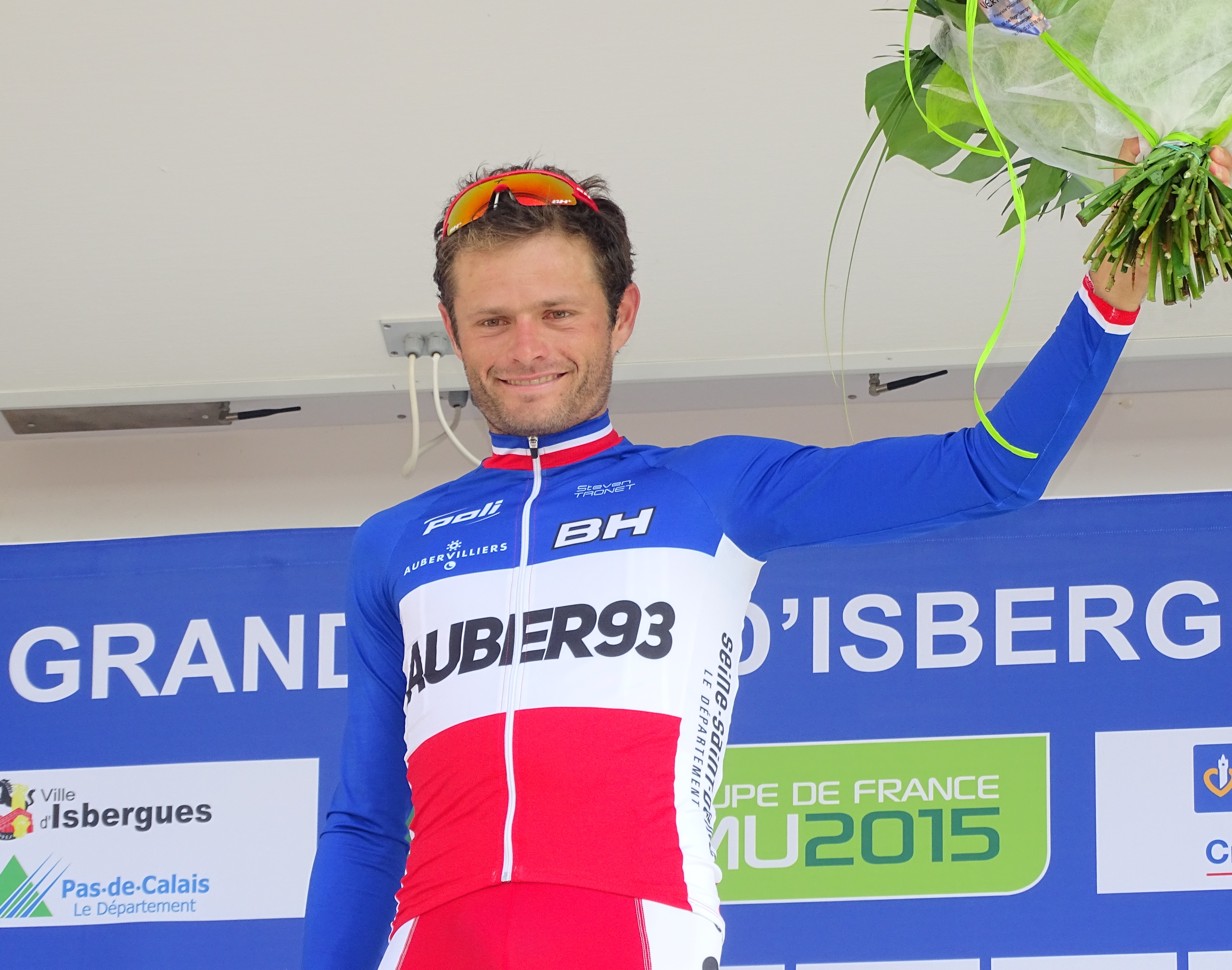
Steven Tronet ganador en 2015

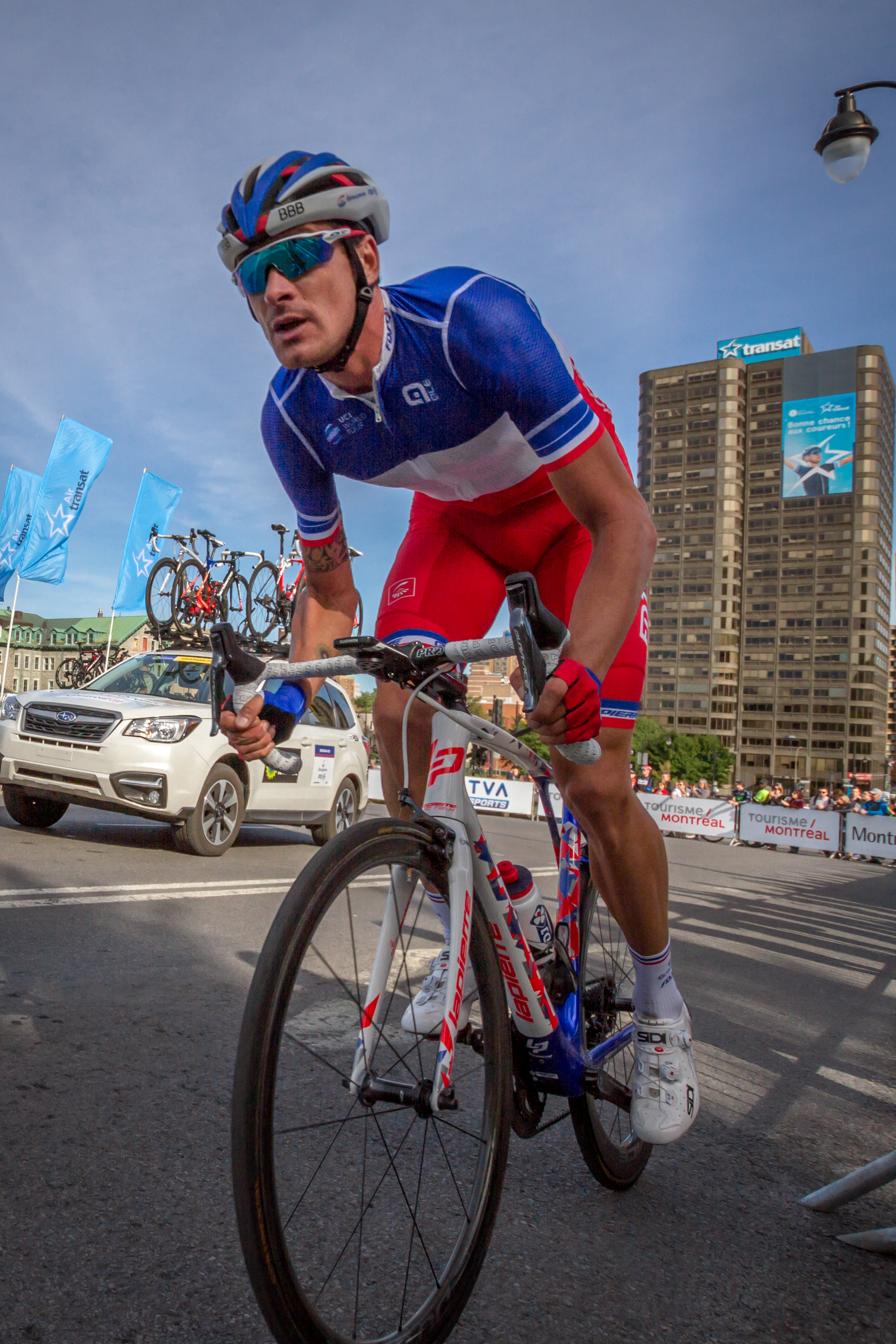
Anthony Roux ganador en 2018

Los Campeonatos de Francia de Ciclismo en Ruta se organizan anualmente desde el año 1907 para determinar el campeón ciclista de Francia de cada año. El título se otorga al vencedor de una única carrera. El vencedor obtiene el derecho a portar un maillot con los colores de la bandera francesa hasta el Campeonato de Francia del año siguiente.
Desde 1995 se disputa también el campeonato de Francia de Contrarreloj. El ganador de esta prueba puede portar el maillot de campeón de Francia en cualquier prueba Contrarreloj.

## Palmarés

### Masculino
| Año  | Ganador                   | Segundo                    | Tercero                 |
| 1907 | Gustave Garrigou          | Henri Lignon               | Louis Trousselier       |
| 1908 | Gustave Garrigou          | Louis Trousselier          | Maurice Brocco          |
| 1909 | Jean Alavoine             | Henri Lignon               | Edouard Leonard         |
| 1910 | Émile Georget             | Maurice Brocco             | Lucien Petit-Breton     |
| 1911 | Octave Lapize             | Gustave Garrigou           | Jean Alavoine           |
| 1912 | Octave Lapize             | Louis Engel                | Charles Charron         |
| 1913 | Octave Lapize             | Maurice Brocco             | Charles Crupelandt      |
| 1914 | Charles Crupelandt        | Émile Engel                | Maurice Brocco          |
| 1919 | Henri Pélissier           | Honoré Barthélémy          | Maurice Brocco          |
| 1920 | Jean Alavoine             | Henri Pélissier            | Maurice Brocco          |
| 1921 | Francis Pelissier         | Henri Pélissier            | Romain Bellenger        |
| 1922 | Jean Brunier              | Marcel Godard              | Jean Alavoine           |
| 1923 | Francis Pelissier         | Romain Bellenger           | Henri Pélissier         |
| 1924 | Francis Pelissier         | Henri Pélissier            | Georges Cuvelier        |
| 1925 | Achille Souchard          | Françis Pelissier          | Romain Bellenger        |
| 1926 | Achille Souchard          | Françis Pelissier          | Ferdinand Le Drogo      |
| 1927 | Ferdinand Le Drogo        | Charles Pèlissier          | Maurice Bonney          |
| 1928 | Ferdinand Le Drogo        | André Leducq               | André Raynaud           |
| 1929 | Marcel Bidot              | Jean Bidot                 | André Leducq            |
| 1930 | Roger Bisseron            | Charles Pèlissier          | Ferdinand Le Drogo      |
| 1931 | Armand Blanchonnet        | Françis Pelissier          | André Leducq            |
| 1932 | André Godinat             | Antonin Magne              | Benoît Faure            |
| 1933 | Roger Lapébie             | Antonin Magne              | Georges Speicher        |
| 1934 | Raymond Louviot           | Antonin Magne              | André Godinat           |
| 1935 | Georges Speicher          | René Le Grevès             | Jules Merviel           |
| 1936 | René Le Grevès            | Antonin Magne              | Louis Thiétard          |
| 1937 | Georges Speicher          | René Le Grevès             | Joseph Soffietti        |
| 1938 | Paul Maye                 | Sylvain Marcaillou         | Marcel Laurent          |
| 1939 | Georges Speicher          | Louis Thiétard             | Fabien Galateau         |
| 1941 | (zo) Albert Goutal        | Gérard Virol               | Lucien Lauk             |
| 1941 | (zno) René Vietto         | Dante Gianello             | Victor Pernac           |
| 1942 | Emile Idée                | Raymond Louviot            | Lucien Le Guevel        |
| 1943 | Paul Maye                 | Benoît Faure               | Lucien Lauk             |
| 1944 | Urbain Caffi              | Lucien Teisseire           | Émile Idée              |
| 1945 | Eloi Tassin               | Paul Maye                  | Joseph Goutorbe         |
| 1946 | Louis Caput               | Joseph Soffietti           | Kléber Piot             |
| 1947 | Emile Idée                | Jean de Gribaldy           | Lucien Lauk             |
| 1948 | César Marcelak            | Raymond Louviot            | Paul Giguet             |
| 1949 | Jean Rey                  | Camille Danguillaume       | Attilio Redolfi         |
| 1950 | Louison Bobet             | Antonin Rolland            | Emile Idée              |
| 1951 | Louison Bobet             | Pierre Barbotin            | Roger Buchonnet         |
| 1952 | Adolphe Deledda           | Jean Baldassari            | Bernard Gauthier        |
| 1953 | Raphaël Géminiani         | Antonin Rolland            | Louison Bobet           |
| 1954 | Jacques Dupont            | Robert Varnajo             | Pierre Molineris        |
| 1955 | André Darrigade           | Louison Bobet              | Louis Caput             |
| 1956 | Bernard Gauthier          | René Privat                | Louison Bobet           |
| 1957 | Valentin Huot             | Marcel Rohrbach            | Jean Forestier          |
| 1958 | Valentin Huot             | Raphaël Géminiani          | François Mahe           |
| 1959 | Henri Anglade             | Jean Forestier             | René Privat             |
| 1960 | Jean Stablinski           | Louis Rostollan            | André Darrigade         |
| 1961 | Raymond Poulidor          | Jean Stablinski            | Guy Ignolin             |
| 1962 | Jean Stablinski           | Marcel Rohrbach            | Anatole Novak           |
| 1963 | Jean Stablinski           | Guy Ignolin                | Jacques Anquetil        |
| 1964 | Jean Stablinski           | Georges Groussard          | André Foucher           |
| 1965 | Henri Anglade             | Raymond Poulidor           | Jacques Anquetil        |
| 1966 | Jean-Claude Theilliere    | Jean Stablinski            | André Foucher           |
| 1967 | Désiré Letort (*)         | Lucien Aimar               | Raymond Riotte          |
| 1968 | Lucien Aimar              | Roger Pingeon              | Michel Perin            |
| 1969 | Raymond Delisle           | Maurice Izier              | Bernard Guyot           |
| 1970 | Paul Gutty (*)            | Cyrille Guimard            | Christian Raymond       |
| 1971 | Yves Hézard (*)           | Jean Dumont (ciclista) (*) | Cyrille Guimard         |
| 1972 | Roland Berland            | Bernard Guyot              | Michel Perin            |
| 1973 | Bernard Thévenet          | Régis Ovion                | Claude Tollet           |
| 1974 | Georges Talbourdet        | Alain Santy                | Bernard Bourreau        |
| 1975 | Régis Ovion               | Alain Santy                | Gérard Moneyron         |
| 1976 | Guy Sibille               | Alain Meslet               | Jean-Pierre Genet       |
| 1977 | Marcel Tinazzi            | René Bittinger             | André Chalmel           |
| 1978 | Bernard Hinault           | Jean-René Bernaudeau       | Gilbert Chaumaz         |
| 1979 | Roland Berland            | Bernard Hinault            | Mariano Martínez        |
| 1980 | Pierre-Raymond Villemiane | Bernard Hinault            | Raymond Martin          |
| 1981 | Serge Beucherie           | Bernard Vallet             | Hubert Linard           |
| 1982 | Régis Clère               | Bernard Vallet             | Jacques Michaud         |
| 1983 | Marc Gomez                | Jacques Michaud            | Jean-René Bernaudeau    |
| 1984 | Laurent Fignon            | Eric Dall'Armellina        | Pascal Jules            |
| 1985 | Jean-Claude Leclercq      | Charly Berard              | Martial Gayant          |
| 1986 | Yvon Madiot               | Jean-Claude Leclercq       | Jean-Claude Bagot       |
| 1987 | Marc Madiot               | Luc Leblanc                | Martial Gayant          |
| 1988 | Éric Caritoux             | Marc Madiot                | Gilbert Duclos-Lassalle |
| 1989 | Éric Caritoux             | Laurent Bezault            | Martial Gayant          |
| 1990 | Philippe Louviot          | Pascal Dubois              | Christophe Manin        |
| 1991 | Armand de Las Cuevas      | Thierry Claveyrolat        | Gérard Rue              |
| 1992 | Luc Leblanc               | Thierry Marie              | Jean-Claude Colotti     |
| 1993 | Jacky Durand              | Laurent Brochard           | Francisque Teyssier     |
| 1994 | Jacky Durand              | Frédéric Moncassin         | Christophe Capelle      |
| 1995 | Eddy Seigneur             | Jean-Claude Colotti        | Laurent Madouas         |
| 1996 | Stéphane Heulot           | Laurent Roux               | Frédéric Guesdon        |
| 1997 | Stéphane Barthe           | Damien Nazon               | Franck Morelle          |
| 1998 | Laurent Jalabert          | Luc Leblanc                | Richard Virenque        |
| 1999 | François Simon            | Pascal Hervé               | Cédric Vasseur          |
| 2000 | Christophe Capelle        | Jacky Durand               | Anthony Morin           |
| 2001 | Didier Rous               | Walter Bénéteau            | Arnaud Prétot           |
| 2002 | Nicolas Vogondy           | Nicolas Jalabert           | Patrice Halgand         |
| 2003 | Didier Rous               | Richard Virenque           | Patrice Halgand         |
| 2004 | Thomas Voeckler           | Cyril Dessel               | Benoît Salmon           |
| 2005 | Pierrick Fédrigo          | Laurent Brochard           | Nicolas Jalabert        |
| 2006 | Florent Brard             | Didier Rous                | Thomas Voeckler         |
| 2007 | Christophe Moreau         | Pierrick Fédrigo           | Patrice Halgand         |
| 2008 | Nicolas Vogondy           | Arnaud Coyot               | Julien Loubet           |
| 2009 | Dimitri Champion          | Anthony Geslin             | Anthony Roux            |
| 2010 | Thomas Voeckler           | Christophe Le Mével        | Mickaël Delage          |
| 2011 | Sylvain Chavanel          | Anthony Roux               | Thomas Voeckler         |
| 2012 | Nacer Bouhanni            | Arnaud Démare              | Adrien Petit            |
| 2013 | Arthur Vichot             | Sylvain Chavanel           | Tony Gallopin           |
| 2014 | Arnaud Démare             | Nacer Bouhanni             | Kévin Réza              |
| 2015 | Steven Tronet             | Tony Gallopin              | Sylvain Chavanel        |
| 2016 | Arthur Vichot             | Tony Gallopin              | Alexis Vuillermoz       |
| 2017 | Arnaud Démare             | Nacer Bouhanni             | Jérémy Leveau           |
| 2018 | Anthony Roux              | Anthony Turgis             | Julian Alaphilippe      |
| 2019 | Warren Barguil            | Julien Simon               | Damien Touzé            |
| 2020 | Arnaud Démare             | Bryan Coquard              | Julian Alaphilippe      |
| 2021 | Rémi Cavagna              | Rudy Molard                | Damien Touzé            |
| 2022 | Florian Sénéchal          | Anthony Turgis             | Axel Zingle             |
| 2023 | Valentin Madouas          | Rudy Molard                | Julien Bernard          |
| 2024 | Paul Lapeira              | Julien Bernard             | Thomas Gachignard       |
| 2025 | Dorian Godon              | Romain Grégoire            | Kévin Vauquelin         |

### Femenino
| Año  | Ganadora                    | Segunda                     | Tercera                   |
| 1951 | Lucienne Benoît             | Georgette Rodet             | Jeannine Lemaire          |
| 1952 | Jeannine Lemaire            | Gaby Guillard               | Huguette Luneau           |
| 1953 | Jeannine Lemaire            | Gaby Guillard               | Reine Lacave              |
| 1954 | Noelle Sabbe                | Jeannine Lemaire            | Josephine Bardelet        |
| 1955 | Lydia Brein-Haritonides     | Marie-Jeanne Donabedian     | Simone Demory             |
| 1956 | Lily Herse                  | Marie-Jeanne Donabedian     | Renée Vissac              |
| 1957 | Lily Herse                  | Pierette Soupiret           | Marie-Jeanne Donabedian   |
| 1958 | Lily Herse                  | Renée Vissac                | Gilbert Rocaboy           |
| 1959 | Lily Herse                  | Renée Vissac                | Simone Demory             |
| 1960 | Renée Vissac                | Lily Herse                  | Andree Vaudel             |
| 1961 | Lily Herse                  | Andree Flegeolet            | Renée Vissac              |
| 1962 | Lily Herse                  | Andree Flegeolet            | Renée Vissac              |
| 1963 | Lily Herse                  | Renée Thuin                 | Andree Flegeolet          |
| 1964 | Andree Flegeolet            | Lily Herse                  | Renée Vissac              |
| 1965 | Lily Herse                  | Renée Vissac                | Simone Boubechiche        |
| 1966 | Giselle Caille              | Claude Bordujenko           | Lily Herse                |
| 1967 | Lily Herse                  | -                           | -                         |
| 1968 | Chantal Guten               | Jackie Berbedette           | Micheline Le Moigne       |
| 1969 | Geneviève Gambillon         | Danièle Piton               | Micheline Le Moigne       |
| 1970 | Geneviève Gambillon         | Micheline Le Moigne         | Chantal Heuveline         |
| 1971 | Annick Chapron              | Geneviève Gambillon         | Béatrice Vachet           |
| 1972 | Geneviève Gambillon         | Josiane Bost                | Sylvianne Junal           |
| 1973 | Elisabeth Camus             | Mauricette Carpentier       | Geneviève Gambillon       |
| 1974 | Geneviève Gambillon         | Annick Chapron              | Elisabeth Camus           |
| 1975 | Geneviève Gambillon         | Josiane Bost                | Janine Martin-Leborgne    |
| 1976 | Geneviève Gambillon         | Nicole Verzier              | Josiane Bost              |
| 1977 | Geneviève Gambillon         | Josiane Bost                | Nicole Verzier            |
| 1978 | Chantal Fortier             | Colette Davaine-Savary      | Elisabeth Camus           |
| 1979 | Jeannie Longo               | Elisabeth Camus             | Nathalie Diart            |
| 1980 | Jeannie Longo               | Chantal Fortier             | Sylvie Bremond            |
| 1981 | Jeannie Longo               | Fabienne Amedro             | Valerie Simonnet          |
| 1982 | Jeannie Longo               | Fabienne Amedro             | Chantal Pouline           |
| 1983 | Jeannie Longo               | Corinne Crunelle            | Dominique Damiani         |
| 1984 | Jeannie Longo               | Isabelle Nicoloso-Verger    | Nathalie Pelletier        |
| 1985 | Jeannie Longo               | Valarie Simonnet            | Dominique Damiani         |
| 1986 | Jeannie Longo               | Valarie Simonnet            | Isabelle Nicoloso-Verger  |
| 1987 | Jeannie Longo               | Valarie Simonnet            | Martine L'Haridon         |
| 1988 | Jeannie Longo               | Valarie Simonnet            | Dominique Damiani         |
| 1989 | Jeannie Longo               | Valarie Simonnet            | Sandrine Lestrade         |
| 1990 | Catherine Marsal            | Elisabeth Mahaut            | Barbara Aulnette          |
| 1991 | Marion Clignet              | Nathalie Cantet             | Sandrine Lestrade         |
| 1992 | Jeannie Longo               | Marion Clignet              | Laurence Leboucher        |
| 1993 | Marion Clignet              | Catherine Marsal            | Corinne Le Gal            |
| 1994 | Chantal Gorostegui          | Jocelyne Messori-Hugi       | Catherine Marsal          |
| 1995 | Jeannie Longo               | Catherine Marsal            | Élisabeth Chevanne-Brunel |
| 1996 | Catherine Marsal            | Jeannie Longo               | Jocelyne Messori-Hugi     |
| 1997 | Sylvie Riedle               | Emmanuelle Farcy            | Catherine Marsal          |
| 1998 | Jeannie Longo               | Severine Desbouys           | Fany Lecourtois           |
| 1999 | Jeannie Longo               | Géraldine Loewenguth        | Severine Desbouys         |
| 2000 | Jeannie Longo               | Catharine Marsal            | Magali Le Floc'h          |
| 2001 | Jeannie Longo               | Sonia Huguet                | Catherine Marsal          |
| 2002 | Magali Le Floc'h            | Edwige Pitel                | Beatrice Thomas           |
| 2003 | Sonia Huguet                | Maryline Salvetat           | Delphine Guille           |
| 2004 | Jeannie Longo               | Élisabeth Chevanne-Brunel   | Sandrine Marcuz           |
| 2005 | Magali Le Floc'h            | Sandrine Marcuz             | Karine Gautard-Roussel    |
| 2006 | Jeannie Longo               | Beatrice Thomas             | Elodie Touffet            |
| 2007 | Edwige Pitel                | Jeannie Longo               | Marina Jaunatre           |
| 2008 | Jeannie Longo               | Christelle Ferriere-Bruneau | Edwige Pitel              |
| 2009 | Christelle Ferriere-Bruneau | Marina Jaunatre             | Jeannie Longo             |
| 2010 | Melodie Lesueur             | Amelie Rivat-Mas            | Jeannie Longo             |
| 2011 | Christelle Ferriere-Bruneau | Jeannie Longo               | Magdaléna De Saint Jean   |
| 2012 | Marion Rousse               | Julie Krasniak              | Fanny Riberot             |
| 2013 | Élise Delzenne              | Amelie Rivat-Mas            | Aude Biannic              |
| 2014 | Pauline Ferrand-Prévot      | Mélodie Lesueur             | Fanny Riberot             |
| 2015 | Pauline Ferrand-Prévot      | Audrey Cordon-Ragot         | Amelie Rivat-Mas          |
| 2016 | Edwige Pitel                | Marjolaine Bazin            | Audrey Cordon-Ragot       |
| 2017 | Charlotte Bravard           | Amelie Rivat-Mas            | Marjolaine Bazin          |
| 2018 | Aude Biannic                | Gladys Verhulst             | Anabelle Dreville         |
| 2019 | Jade Wiel                   | Victorie Guilman            | Aude Biannic              |
| 2020 | Audrey Cordon-Ragot         | Gladys Verhulst             | Clara Copponi             |
| 2021 | Évita Muzic                 | Audrey Cordon-Ragot         | Gladys Verhulst           |
| 2022 | Audrey Cordon-Ragot         | Gladys Verhulst             | Noémie Abgrall            |
| 2023 | Victoire Berteau            | Marie Le Net                | Jade Wiel                 |
| 2024 | Juliette Labous             | Gladys Verhulst             | Jade Wiel                 |
| 2025 | Marie Le Net                | Léa Curinier                | Julie Bego                |

## Estadísticas

### Más victorias
| Ciclista           | Victorias | Años                    |
| ------------------ | --------- | ----------------------- |
| Jean Stablinski    | 4         | 1960, 1962, 1963 y 1964 |
| Octave Lapize      | 3         | 1911, 1912 y 1913       |
| Francis Pelissier  | 3         | 1921, 1923 y 1924       |
| Georges Speicher   | 3         | 1935, 1937 y 1939       |
| Arnaud Démare      | 3         | 2014, 2017 y 2020       |
| Gustave Garrigou   | 2         | 1907 y 1908             |
| Jean Alavoine      | 2         | 1909 y 1920             |
| Achille Souchard   | 2         | 1925 y 1926             |
| Ferdinand Le Drogo | 2         | 1927 y 1928             |
| Paul Maye          | 2         | 1938 y 1943             |
| Emile Idée         | 2         | 1942 y 1947             |
| Louison Bobet      | 2         | 1950 y 1951             |
| Valentin Huot      | 2         | 1957 y 1958             |
| Henri Anglade      | 2         | 1959 y 1965             |
| Roland Berland     | 2         | 1972 y 1979             |
| Éric Caritoux      | 2         | 1988 y 1989             |
| Jacky Durand       | 2         | 1993 y 1994             |
| Didier Rous        | 2         | 2001 y 2003             |
| Nicolas Vogondy    | 2         | 2002 y 2008             |
| Thomas Voeckler    | 2         | 2004 y 2010             |
| Arthur Vichot      | 2         | 2013 y 2016             |

| Ciclista                    | Victorias | Años |
| --------------------------- | --------- | --- |
| Jeannie Longo               | 20        | 1979, 1980, 1981, 1982, 1983, 1984, 1985, 1986, 1987, 1988, 1989, 1992, 1995, 1998, 1999, 2000, 2001, 2004, 2006 y 2008 |
| Lily Herse                  | 9         | 1956, 1957, 1958, 1959, 1961, 1962, 1963, 1965 y 1967                                                                   |
| Geneviève Gambillon         | 7         | 1969, 1970, 1972, 1974, 1975, 1976 y 1977                                                                               |
| Jeannine Lemaire            | 2         | 1952 y 1953 |
| Catherine Marsal            | 2         | 1990 y 1996 |
| Marion Clignet              | 2         | 1991 y 1993 |
| Magali Le Floc'h            | 2         | 2002 y 2005 |
| Edwige Pitel                | 2         | 2007 y 2016 |
| Christelle Ferriere-Bruneau | 2         | 2009 y 2011 |
| Pauline Ferrand-Prévot      | 2         | 2014 y 2015 |
| Audrey Cordon-Ragot         | 2         | 2020 y 2022 |

- En negrilla corredores activos.